# Pablo Bruera
Pablo Oscar Bruera (25 de Mayo, provincia de Buenos Aires; 1 de octubre de 1964) es un abogado argentino. Fue intendente del partido de La Plata desde 2007 hasta 2015, por el Frente para la Victoria.
Actualmente se desempeña como especialista en derecho del deporte.

## Carrera política
Nació el 1 de octubre de 1964, está casado y tiene tres hijos. Es abogado y especialista en Ciencias Políticas egresado de la Universidad de La Plata. Su militancia activa en el Partido Justicialista (PJ) comenzó en 1986 cuando fue candidato a presidente del Centro de Estudiantes de Derecho de su universidad. Desde 1989 y hasta 1993 estuvo al frente de la regional La Plata de UPCN (Unión Personal Civil de la Nación) y desde 1993 hasta 2003 secretario general de la Agrupación 17 de Noviembre.
En 1997 fue electo concejal electo por el Partido Justicialista. Desde 1999 y hasta 2002 fue presidente del Bloque de Concejales del Partido Justicialista.
En 2003, se enfrenta en las elecciones internas del PJ con Julio Alak, quien seguía siendo líder del PJ, se presenta como candidato a Intendente por su nueva fuerza vecinalista: el Frente Renovador Platense, no resultando electo para el cargo ejecutivo. En 2005 se presenta como candidato a diputado provincial por el Frente Renovador Platense, siendo electo diputado provincial hasta 2009. En 2005 se presentó junto a Carlos Quintana como candidato a diputado provincial por el mismo Frente, siendo el primer legislador vecinalista en alcanzar un escaño en la cámara baja bonaerense.
En 2007 es electo como intendente por el Partido del Progreso Social y en 2011 fue reelecto intendente por el Frente para la Victoria con la lista que llevaba a Cristina Fernández de Kirchner. En 2015 se presentó como candidato para un tercer mandato, pero perdió en las elecciones ante Julio Garro, de Cambiemos.
En 2011 fue electo como presidente del Partido Justicialista de La Plata. Una de sus primeras medidas fue peatonalizar las cuadras del centro, al mismo tiempo promover la movilidad sustentable  creando el sistema Movete en Bici, un sistema de bicicletas compartidas que cuenta con 5 estaciones y varios kilómetros de bicisendas.

## Gestión
Durante su gestión se implementó el sistema de presupuesto participativo, proceso mediante el cual distintas zonas del partido de La Plata presentan propuestas de mejoras, las cuales son priorizadas en una votación abierta de los vecinos y posteriormente ejecutadas por el municipio.
Entre las acciones más visibles de su gestión se encuentra la mejora y cuidado de los espacios públicos de la ciudad, aperturas y mejoras en las avenidas para hacer una ciudad más inclusiva, mejoras para reorganizar el transporte público urbano con la reincorporación de la vieja línea 518. La Plata finalizó el año 2009 con superávit fiscal y  a partir de sus dos años de gestión, los ingresos totales del municipio se incrementaron en un 75,8 por ciento, avanzando de 316,4 a 556,3 millones de pesos, lo que permitió incrementar el presupuesto destinado a obra pública en un 227 por ciento
En materia de seguridad fue uno de los primeros municipios en adherirse a la resolución del Ministerio de Seguridad de la Provincia, que prevé para La Plata una primera dotación de 731 agentes y una segunda dotación de 200 agentes más como parte de un plan de seguridad en el cual se incluye la creación de corredores seguros, controles de accesos a la ciudad RAD, la entrega de sensores ciudadanos, instalación de cámaras y Monitoreo Público Urbano en todo el partido, así como el desarrollo de un foro de participación vecinal.
En 2014 inaugurá la Línea Universitaria de La Plata, también conocida como micro universitario, un servicio de transporte de autobuses que opera en la ciudad de La Plata, Argentina, conectando las distintas facultades de la Universidad Nacional de La Plata. El servicio se abona con tarjeta SUBE Durante su gestión se construyó un nuevo edificio de la escuela secundaria 77, ubicado en el barrio El Retiro y el asfaltado de 650 cuadras en la ciudad y un nuevo centro de salud en la ciudad.
La Plata durante la gestión de Bruera vivió un boom inmobiliario. La Plata fue la ciudad de la provincia con mayor superficie construida de toda la región metropolitana de Buenos Aires entre 2003 y 2008. Con 2 millones de metros cuadrados nuevos hasta 2013, lo que equivale aproximadamente a 28 veces Plaza Moreno. Desde 2003 se construyeron 2 millones de m2 lo que desató críticas al nuevo Código de Ordenamiento Urbano (COU) debido a "la deficiencia en servicios, y el caos de tránsito. Desde 2013 comenzó un plan de infraestructura para prevenir indundaciones. En 2015 los trabajos de ensanchamiento de la margen izquierda del arroyo  estaban finalizados en la margen opuesta en un 95%. El objetivo fue ensanchar la desembocadura del arroyo 15 metros de cada lado, 60 metros en total, y el doble de su ancho actual.
En 2016 Bruera fue nombrado para ocupar un lugar en BA Desarrollo, luego de un acuerdo realizado con la gobernadora bonaerense María Eugenia Vidal, en “un cargo de control que le corresponde a la oposición”. En junio de 2020 la prensa filtró datos de como durante la gestión de vidal Asuntos Internos de la Policía bonaerense había realizado esionaje sobre distintos actores políticos que se enfrentaban con Vidal. Recababan informes financieros, registros de Migraciones, de la AFIP y también hacían seguimientos. La información luego circulaba en medios afines para atacar a los opositores a las políticas macristas y medios críticos. Días después se conoció que Pablo Bruera y el titular del PJ, Luis Lugones, figuraban en la lista de espiados, le solicitaron a la Justicia que el legislador provincial del PRO Alex Campbell, mano derecha de Vidal sea citado por su participación  en el espionaje a opositores donde la gobernadora habría montado un sistema de espionaje ilegal en cómplicidad con el ministro de seguridad Cristian Ritondo incluso el espionaje llegó a incluir informes sobre el sobrino de Bruera y parte de su familia Ante la justicia Bruera informó que  desde 2016, cuando finalizó su mandato, sufrió "persecución política" y reveló que también su grupo familiar y su espacio político fueron espiados por el gobierno de Cambiemos mediante la denominada Base 8, donde agentes se dedicaban al espionaje ilegal en la ciudad de La Plata y ataques a su propeidad además de denunciar un atentado que rompió las puertas de la sede del Partido Justicialista de La Plata.